# Przegląd Spawalnictwa
Przegląd Spawalnictwa. Welding technology review – miesięcznik naukowo-techniczny wydawany przez SIMP od 1928 r., pierwotnie pod tytułem „Spawanie i Cięcie”.
Pierwszym redaktorem naczelnym pisma był prof. Zygmunt Dobrowolski z Politechniki Warszawskiej, który kierował redakcją do 1952 r. z przerwą w czasie Drugiej Wojny Światowej. Następnie redakcją kierowali: inż. Stefan Mirowski (1953-1954); mgr inż. Edward A. Juffy (1955-1977); mgr inż. Stefan Katarzyński (1977-1978); mgr inż. Leszek Buczyński (1978-1990); Prof. Jan Pilarczyk – Instytut Spawalnictwa w Gliwicach (1990-2006); Prof. Jerzy Nowacki - Zachodniopomorski Uniwersytet Technologiczny (2006-2014). Od roku 2014 funkcję redaktora naczelnego sprawuje prof. Tomasz Chmielewski – Politechnika Warszawska.
Wydanie czasopisma wspierane jest finansowo przez Ministerstwo Nauki i Szkolnictwa Wyższego. Adresatami "Przeglądu Spawalnictwa" czasopisma o przeszło osiemdziesięcioletniej tradycji, są wszystkie związane z inżynierią spajania ośrodki naukowe, dydaktyczne i organizacje przemysłowe w Polsce oraz wiele zagranicznych.

## Zawartość pisma
W Przeglądzie Spawalnictwa publikowane są oryginalne, recenzowane artykuły naukowe z zakresu:
- techniki spajania i cięcia materiałów konstrukcyjnych,
- wytwarzania powłok modyfikacyjnych,
- metalurgii, metaloznawstwa i modelowania procesów spawalniczych,
- metod badań struktury i właściwości złączy,
- charakterystyki urządzeń, sprzętu i materiałów,
- mechanizacji, automatyzacji i robotyzacji procesów spajania,
- technik klejenia tworzyw konstrukcyjnych i spawania tworzyw polimerowych,
- szkolenia, przepisów i normalizacji w zakresie inżynierii spajania,
- praktyki spawalniczej i poradnictwa technologicznego,
- wydarzeń, prezentacji karier spawalników i ich doświadczeń zawodowych.

Wybrane artykuły opublikowane w "Przeglądzie Spawalnictwa" są tłumaczone na język angielski i zamieszczane w czasopiśmie Welding International wydawanym przez Woodhead Publishing Ltd. w Wielkiej Brytanii na mocy porozumienia o współpracy.